# Rhantus vinsoni
Rhantus vinsoni är en skalbaggsart som beskrevs av Michael Balke 1992. Rhantus vinsoni ingår i släktet Rhantus och familjen dykare. Inga underarter finns listade i Catalogue of Life.